# Pannon borrégió
A Pannon borrégió Magyarország hét borrégiójának egyike. Négy borvidék alkotja: a Pécsi, a Szekszárdi, a Tolnai és a Villányi. Talaja nagyrészt lösz. A bortermelés kezdetei a rómaiakig nyúlnak vissza. Vörös és fehér borokat is készítenek, de a hangsúly az előbbieken van. Tért hódítottak a nemzetközi fajták, ezeken belül is a cabernet sauvignon, a cabernet franc és a merlot. Szekszárd legismertebb bora a Szekszárdi bikavér, Villány pedig a testes, bordeaux-i stílusú vörösborairól vált ismertté.

## Borvidékek
| Borvidék            | Terület | Terület     | Terület |
| Borvidék            | Teljes  | I. osztályú | Termő   |
| ------------------- | ------- | ----------- | ------- |
| Pécsi borvidék      | 7000    | 6416        | 823     |
| Szekszárdi borvidék | 6000    | 3789        | 2633    |
| Tolnai borvidék     | 11 300  | 7362        | 2900    |
| Villányi borvidék   | 4522    | 2911        | 2546    |